# Josef Pöschl (Industrieller)
Josef Pöschl (* 23. Jänner 1794 in Rohrbach in Oberösterreich; † 13. Dezember 1882 ebenda) war ein österreichischer Industrieller und Politiker.

## Leben
Josef Pöschl wurde am 23. Jänner 1794 als Sohn von (Franz) Josef Pöschl (~1756–1833) und dessen Ehefrau Magdalena (~1765–1813), geborene Gärber, in der zur damaligen Habsburgermonarchie gehörenden Gemeinde Rohrbach in Oberösterreich geboren. Nachdem er von 1808 bis 1812 seine kaufmännische Ausbildung bei seinem Verwandten Xaver Nehr in Triest erhalten hatte, arbeitete er als Buchhalter beim Linzer Drogisten und Spediteur Kapler in Linz. Im Jahre 1822 übernahm er gemeinsam mit seinem Bruder Michael die Leitung der Gerberei des Vaters, die er daraufhin ab 1839 alleine weiterführte. Im Jahre 1845 erfolgte die Verleihung des Fabrikspatents als k. u. k. landesbefugte Lederfabrik Josef Pöschl. Zu den Erzeugnissen des Unternehmens zählten in dieser Zeit vor allem Sohlen-, Riemen- und Blankleder. Bereits im Jahre 1837 belieferte das Unternehmen die Monturskomm. der Armee; 1848 erfolgten auch Aufträge für Militärschuhe, wofür das Unternehmen hunderte Schuster im Mühlviertel und in Südböhmen in Heimarbeit beschäftigte.
Im Jahre 1852 begann die Nutzung der ersten Dampfmaschine, woraufhin auch die ersten amerikanischen Spaltmaschinen für die Ledererzeugung gekauft wurden. Nun wurde auch die Produktion von Maschinentreibriemen aufgenommen. Ab 1860 wurde durch das von Josef Pöschl geleitete Unternehmen in Ungarn die für die Gerberei wichtige Eichenrinde gewonnen. Nachdem ab 1864 die fabriksmäßige Erzeugung von Militärschuhen erfolgt war, wurde diese ab 1866 gemeinsam mit den Firmen Flesch und Pollak in Wien betrieben, wobei täglich 3.000 Paar Schuhe hergestellt wurden. Noch im selben Jahr wurden erstmals in Kontinentaleuropa aus England neue Bearbeitungsmethoden, dabei vor allem für die Appretur von Sohlenleder, eingeführt. Nachdem die Söhne Louis, Friedrich, Franz und Rudolf in die Fabrik in Rohrbach bzw. in die 1868 errichtete Niederlassung in Wien eintraten, schied Vater Josef Pöschl aus der Leitung des Unternehmens und verbrachte seine Ruhestand in der oberösterreichischen Landeshauptstadt Linz und seiner Heimatgemeinde Rohrbach. Von 26. Juni 1867 bis 3. November 1869 war er Landtagsabgeordneter der Deutschliberalen Partei und dabei gleichzeitig Abgeordneter der Städte und Industrialorte im Wahlbezirk Rohrbach.
Zeitlebens war Josef Pöschl ständig um die Verbesserung der Verkehrsverhältnisse im Mühlviertel interessiert und bemühte sich auch im Interesse der dortigen Hausindustrie (Leinen) und um die Mühlkreisbahn. In den Jahren 1833 bis 1841 fungierte er zudem als Bürgermeister seines Heimatortes Rohrbach, wobei er sich vor allem um die Wasserversorgung und um den Wiederaufbau nach dem Brand von 1837 auszeichnete. Im Jahre 1848 war er Wahlmann bei der Frankfurter Nationalversammlung. Am 13. Dezember 1882 starb er rund einen Monat vor seinem 89. Geburtstag in seiner Heimatgemeinde in Rohrbach in Oberösterreich. Noch heute erinnern die Pöschlgasse, die Pöschl-Villa, der Pöschlteich, der Pöschlpark, der Gerberweg und die Grundwasser-Überwachungsstationen in Rohrbach an die Ledererzeugung der Familienunternehmens Pöschl. Die letzten noch verbliebenen Gebäude aus der Zeit der Lederfabrikation mussten im Jahre 2012 dem Bau von Wohnhäusern weichen.